# 8940 Yakushimaru
8940 Yakushimaru (1997 BA2) là một tiểu hành tinh vành đai chính được phát hiện ngày 29 tháng 1 năm 1997 bởi T. Kobayashi ở Oizumi.